# BORA!
É a rede de bicicletas partilhadas, da CIM Viseu Dão Lafões, em Portugal, que entrou em funcionamento no ano de 2024 com cerca de 101 bicicletas, 36 estações e 235 docas. Posteriormente, estes números foram expandidos, contanto atualmente com cerca de 153 bicicletas, 39 estações e 245 docas, distribuídas pelos 14 munícipios da Comunidade Intermunicipal.

### Como Utilizar?
Para utilizar as várias bicicletas da rede, deve de se ser um utilizador registado da rede BORA!, através da sua APP Móvel. Durante a utilização da rede, todos os utilizadores estão assegurados por um seguro de Responsabilidade Civil e outra de Acidentes Pessoais. Além da APP Móvel, pode também ser utilizado um cartão para proceder ao levantamento e devolução das bicicletas nas respetivas docas.
A utilização das bicicletas só pode ser de duas horas diárias, divididas em períodos contínuos de 1 hora, devendo o utilizador ao fim de cada período de tempo, devolver a sua bicicleta a uma das estações disponíveis em cada munícipio. As bicicletas de um município não podem ser utilizadas fora desse munícipio, ou seja, se inicia a sua viagem, numa doca no concelho de Castro Daire, não pode finalizar esta numa doca do concelho de Tondela.